# Alexander Gruber
Alexander Gruber (fl. XX secolo) è stato un bobbista tedesco.

## Biografia
Viene ricordato come vincitore di una medaglia d'oro nel bob a quattro, vittoria ottenuta ai campionati mondiali del 1935 (edizione tenutasi a St. Moritz, Svizzera) insieme ai suoi connazionali Hanns Kilian, Sebastian Huber e Hermann von Valta.